# 伊盧任角
伊盧任角（英語：Illusion Point），是南極洲的海岬，位於南喬治亞群島，處於貝斯特峰東南面的福圖納灣西部，在1931年由英國海軍繪入地圖，由英國海外領土管轄。